# 奈良茂左衛門
奈良 茂左衛門（なら もざえもん、1695年（元禄8年） - 1725年10月8日（享保10年9月3日））は、江戸時代の材木商である。初名は戌松（いぬまつ）、名は広璘（こうりん）、号は泰我（たいが）・安知、通称奈良茂（ならも）。奈良屋茂左衛門五代目である。

## 人物・来歴
代々、深川黒江町において材木商を営んだ。
泰我は先代から40万両の遺産をうけつぎ、遊里に出入りしてその驕奢はきわまりなかった。吉原中万字屋の名妓玉菊を愛した。玉菊は酒をこのみ、ついにそのために斃れると、泰我は「いと早くうつろひそむる菊よりも心しほるる秋の夕ぐれ」と歌を詠んで弔った。1716年（享保元年）、その一周忌追善に、俳諧師乾什に河東節の詞をつくらせ、十寸見河丈、山彦源四郎に作曲させ、これを『水調子』と名付けて語らせた。その年の盂蘭盆会に、吉原の茶屋の軒ごとに燈籠をつって玉菊の精霊を祀らせた。
のち、上方にいき、帰途に病を得て、1725年10月8日（享保10年9月3日）に死去した。享年31（満29 - 30歳没）。